# Blek knopplav
Blek knopplav (Biatora albohyalina) är en lavart som först beskrevs av William Nylander och fick sitt nu gällande vetenskapliga namn av Bagl. & Carestia. 
Biatora albohyalina ingår i släktet Biatora och familjen Ramalinaceae.  Arten är reproducerande i Sverige. Inga underarter finns listade i Catalogue of Life.